# José Macías (beisbolista)
José Macías Prado (Panamá, 25 de enero de 1972) es un jugador de béisbol de Panamá que participa en las Grandes Ligas de Béisbol con los San Diego Padres. También ha jugado con los Tigres de Detroit (1999 - 2002), los Montreal Expos (2002 - 2003), y los Chicago Cubs (2004 - 2005). 

## Carrera
Macías era un jugador confiable y versátil, capaz de cubrir varias posiciones de manera competente y adaptarse manteniendo los más altos estándares de desempeño para el equipo. Fue utilizado principalmente en la tercera base, pero también jugó en el medio del cuadro y en las tres posiciones de los jardines. Finalmente, lanzó en su país natal, Panamá, y estaba listo para servir como receptor de emergencia si fuera necesario, ya que expresó su deseo de jugar las nueve posiciones en un juego si en algún momento su equipo se lo podía permitir.
Macías fue liberado por los Cachorros de Chicago durante la temporada baja de 2005. Luego firmó con los Hokkaido Nippon Ham Fighters de Japón, donde jugó en 2006. Después de eso, firmó un contrato de liga menor con los Cerveceros de Milwaukee y jugó toda la temporada de 2007 con su filial Triple-A, Nashville Sounds, y luego acordó un contrato de ligas menores con los Piratas de Pittsburgh en 2008, pero fue liberado durante los entrenamientos de primavera. Como resultado, Macías firmó un contrato para jugar en la Liga Mexicana con los Diablos Rojos del México para esa temporada y se unió a los Piratas de Campeche de 2009 a 2010.
En el medio, Macías jugó pelota invernal con los clubes Leones del Caracas y Tiburones de La Guaira de la Liga Venezolana de Béisbol Profesional, y con los Algodoneros de Guasave, Mayos de Navojoa, Tomateros de Culiacán y Yaquis de Ciudad Obregón de la Liga Mexicana del Pacífico, retirándose. en 2011. En el Béisbol Nacional jugó para Panamá Metro en 2011 y para Bocas del Toro en 2012.
Macías actualmente se desempeña como entrenador de bateo de los Diablos Rojos del México de la Liga Mexicana de Béisbol.